# Villanueva del Trabuco
Villanueva del Trabuco é um município da Espanha na província de Málaga, comunidade autónoma da Andaluzia, de área 59,11 km² com população de 4985 habitantes (2004) e densidade populacional de 84,33 hab/km².

## Demografia
| Variação demográfica do município entre 1991 e 2004 | Variação demográfica do município entre 1991 e 2004 | Variação demográfica do município entre 1991 e 2004 | Variação demográfica do município entre 1991 e 2004 |
| --------------------------------------------------- | --------------------------------------------------- | --------------------------------------------------- | --------------------------------------------------- |
| 1991                                                | 1996                                                | 2001                                                | 2004                                                |
| 4365                                                | 4674                                                | 4841                                                | 4985                                                |